# バーシティ・クラブ
ザ・バーシティ・クラブ（The Varsity Club）は、1980年代後半にアメリカ合衆国で活動したプロレスラーのユニットである。大学のレスリング部出身のアスリートをモチーフとしていたが、レスリングのエリートであることを鼻にかけたヒールとなって活躍した。

## メンバー
- マイク・ロトンド（Mike Rotundo）（シラキュース大学出身）
- リック・スタイナー（Rick Steiner）（ミシガン大学出身）
- スティーブ・ウィリアムス（Steve Williams）（オクラホマ大学出身）
- ダン・スパイビー（Dan Spivey）（ジョージア大学出身）
- ケビン・サリバン（Kevin Sullivan）（プレイング・マネージャー）

ロトンド、スタイナー、ウィリアムスは、ギミックではなく大学時代は実際にレスリング選手としての実績を残している。

## 来歴
1987年末、NWAのジム・クロケット・プロモーションズにおいて、マイク・ロトンドとリック・スタイナーによって結成された。レスリング部で活躍したアスリートというベビーフェイス的なキャラクターでありながら、エリート意識の強い高慢なヒールのタッグチームとして活動。それぞれの出身大学のレターマン・ジャケット（スタジアムジャンパー）とシングレット（ショルダータイツ）をコスチュームに、チアリーダーの先導で入場し、マネージャーには彼らの「コーチ」を自認するケビン・サリバンが就いた。
翌1988年1月にはロトンドがNWA世界TV王座を獲得するが、どちらが「キャプテン」であるかを巡りスタイナーとの間で確執が生じ、同年9月に仲間割れを起こしてスタイナーはベビーフェイスに転向。同時期、舞台裏ではテッド・ターナーがジム・クロケット・プロモーションズを買収してWCWが発足。新体制による12月26日開催の『スターケード'88』では、両者によるTV王座戦が行われ、スタイナーがロトンドを破りタイトルを獲得した。
スタイナーに代わる新メンバーには、それまでベビーフェイスのポジションにいたスティーブ・ウィリアムスがヒールターンして加入。同じく『スターケード'88』において、サリバンとのコンビでザ・ファンタスティックス（ボビー・フルトン&トミー・ロジャース）からUSタッグ王座を奪取している。以降、スタイナー&エディ・ギルバートと同王座を争った。1989年からはダン・スパイビーもバーシティ・クラブのメンバーとなり、団体内における勢力を拡大。同年4月2日の『クラッシュ・オブ・ザ・チャンピオンズVI』では、ロトンド&ウィリアムスのコンビでロード・ウォリアーズからNWA世界タッグ王座を奪取した。しかし、5月7日のPPV『レッスルウォー'89』でのリターン・マッチにおいてセコンドのサリバンとスパイビーが試合に介入、特別レフェリーのニキタ・コロフを攻撃したためタイトルは剥奪される。
その後ウィリアムスとも仲間割れし、スパイビーもユニットを離れシッド・ビシャスと新チームのザ・スカイスクレイパーズを結成。残党メンバーのロトンドとサリバンはリック&スコットのスタイナー・ブラザーズと抗争するが、7月23日の『グレート・アメリカン・バッシュ'89』でのバトルロイヤル形式のテキサス・トルネード・マッチにおいて5分足らずで完敗。9月12日の『クラッシュ・オブ・ザ・チャンピオンズVIII』ではフェイスターンしたウィリアムスにロトンドが敗退。以降、バーシティ・クラブは解散した。

### リユニオン
解散から10年後の1999年下期、当時WCWのブッカーだったサリバンにより、バーシティ・クラブはWCWにてロトンドとスタイナーのオリジナル・メンバーで再結成されている。12月19日開催の『スターケード'99』ではジム・ドゥガンを加えたカルテットでザ・レボリューション（シェーン・ダグラス、ディーン・マレンコ、ペリー・サターン、および女性ボディーガードのエイジア）と対戦したが、かつてのような活躍は望めず、短期間でフェードアウトしていった。
2000年9月、ロトンドとウィリアムスが 「バーシティ・クラブ21」 として全日本プロレスの『世界最強タッグ決定リーグ戦』2000年大会に参加、決勝戦で川田利明&渕正信を下して優勝を果たした。以降も全日本プロレスの常連外国人チームとなり、世界タッグ王座にも挑戦。最強タッグには2001年大会と2002年大会にも連続出場している。

## 戦績
ユニットの活動中に、その時点の所属メンバーが戴冠したタイトル。
シングル王座
- NWAフロリダ・ヘビー級王座：1回（リック・スタイナー）[16]
- NWA世界TV王座：2回（マイク・ロトンド）[5]

タッグ王座
- NWA世界タッグ王座（ミッドアトランティック版）：1回（マイク・ロトンド&スティーブ・ウィリアムス）[8]
- NWA USタッグ王座（ミッドアトランティック版）：1回（ケビン・サリバン&スティーブ・ウィリアムス）[7]

タッグリーグ戦
- 世界最強タッグ決定リーグ戦優勝：1回（2000年）（スティーブ・ウィリアムス&マイク・ロトンド）